# Intel
Az Intel Corporation (röviden Intel) (NASDAQ: INTC) egy eredetileg amerikai vállalat, mely mára nemzetközivé nőtte ki magát. Elsősorban mikroprocesszorairól ismert, de ezenkívül gyárt még hálózati kártyákat, alaplapi chipkészleteket, videokártyákat és egyéb számítógépes eszközöket. A cég részvénye egyike annak a harminc részvényből álló kosárnak, amelyből a Dow Jones Ipari Átlagot számítják.

## Áttekintés

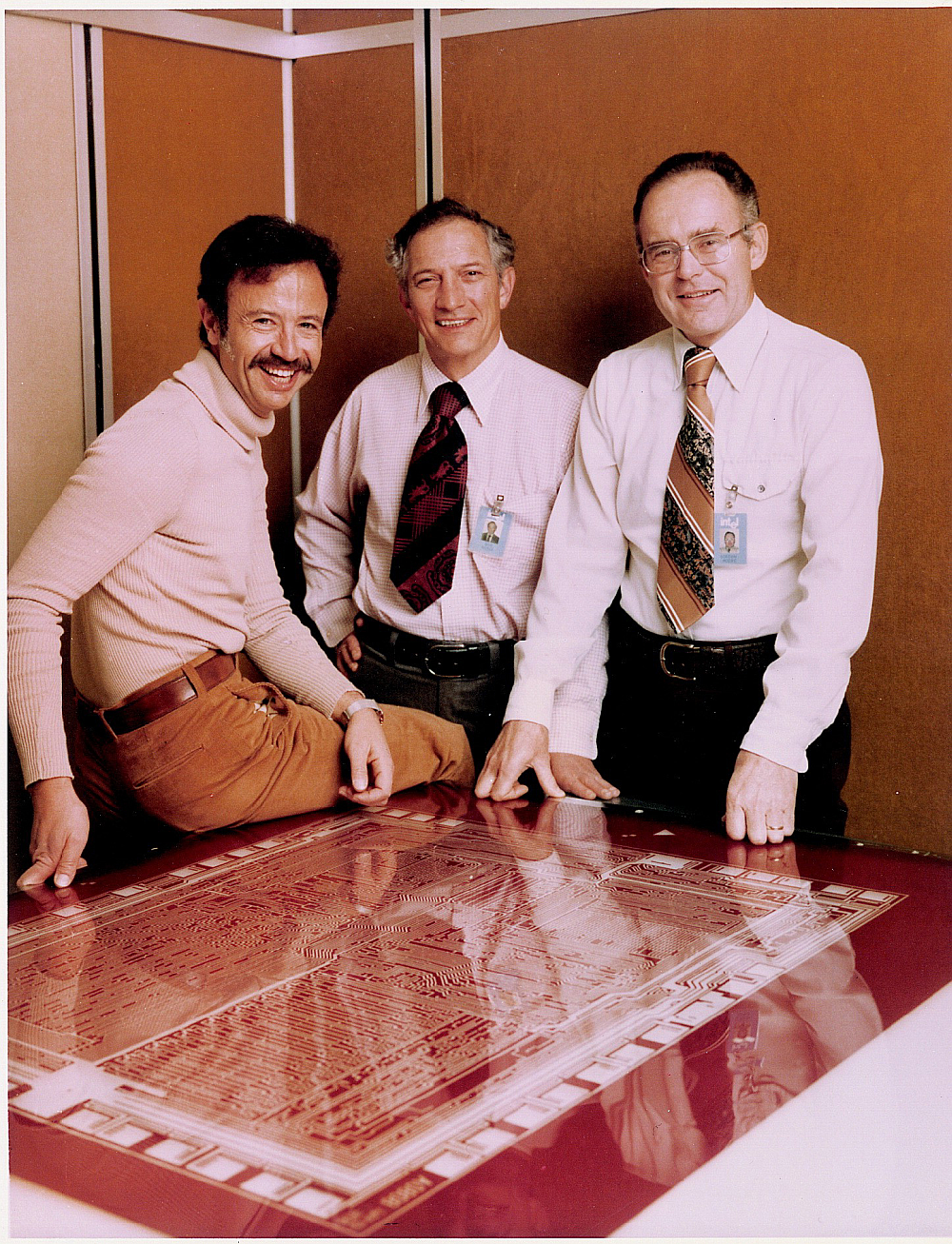
Andy Grove, Robert Noyce és Gordon Moore 1978-ban, a 8086-os processzor egy sablonjával

1968-ban, miután magyar kollégájukkal, Gróf Andrással, alias Andrew Grove-val, otthagyták a Fairchild Semiconductor International vállalatot, az integrált áramkörök majdani egyik megalkotója, Robert Noyce, fizikus, valamint – leginkább a róla később elnevezett törvényről (Moore-törvény) ismertté vált – Gordon Moore fizikus, kémikus, megalapították az Intel Corporationt. Grove a cég első, nem társtulajdonos vezetője lett. A vállalat elindításában, már Grove hívásának eleget téve, negyedikként, a korábban szintén Fairchild Semiconductoros, a magyar Vadász László, Leslie L. Vadász vett még részt.
Az alapításkor Vadász és az őt az új céghez magával vivő Grove lettek a cég első, nem tulajdonos dolgozói. Grove 1979-re az Intel elnöke, 1987-re ügyvezető igazgatója, míg 1997-re elnök-vezérigazgatója lett. 1998 májusában lemondott vezérigazgatói tisztségéről, mivel néhány évvel korábban prosztatarákot diagnosztizáltak nála, ugyanakkor 2004 novemberéig az igazgatóság elnöke maradt.
Vadász, a vállalat egykor negyediknek belépett alkalmazottja 2003-ban mint a cég ügyvezető alelnöke vonult vissza. Az ő irányítása alatt készült el 1971-ben a világ első mikroprocesszora, az Intel 4004. Mindkét, az 1956-os forradalom után az USA-ba menekült magyar mérnök azon munkálkodott – elképesztő sikerrel –, hogy az Intel nagy nemzetközi céggé nője ki magát.
A legnagyobb vetélytársat az Intel számára az AMD jelenti.
Moore és Noyce eredetileg  „Moore Noyce” cégnevet választottak, azonban ez nem hangzott jól elektronikai termékekre, mivel az angol nyelvben hasonlít a more noise ("több zaj")-ra, így az  Intel (INTegrated ELectronics)  mozaikszó mellett döntöttek. Az Intel szó azonban egy szállodalánc javára volt védjegyként bejelentve, ezért az alapítók kénytelenek voltak az INTEL  védjegyet megvásárolni. A cég kezdetben integrált áramkörös memóriákat gyártott, majd később processzorokat. Andrew Grove könyvet is írt erről az átmenetről „Only the paranoid survive” címmel („Csak a paranoidok maradnak fenn”).
Az 1990-es években az Intel Architecture Labs-ban (IAL) megbízható hardver elemeket készítenek személyi számítógépekhez. Az Intel nevéhez köthető a PCI Bus, az Universal Serial Bus (USB).
Az Intel sokat dolgozik audio- és videóanyagok feldolgozásával (versenyben a Microsofttal). Partnerkapcsolatokat ápol a híres videokártya-gyártó nVidiával is.
Az Intel dominanciája az x86 mikroprocesszorok terén kimerítette az úgynevezett „antitröszt-törvényt” (Amerikában elfogadott tröszt-ellenes törvény), ezért sok eljárás indult ellene, ezek részben a  Federal Trade Commission (FTC) vizsgálódásai voltak, részben pedig polgári kezdeményezések (például Digital Equipment Corporation (DEC) 1997-es kezdeményezése).
Az Intel dominanciája a 32 bites mikroprocesszorok terén 85%-os is volt. Ma az Intel legnagyobb kihívója az Advanced Micro Devices (AMD), akivel 1976-óta van „kereszt-licence” (egymás processzorait másolhatják megadott keretek között). Néhány versenyző, például a Transmeta az alacsony fogyasztású mikroprocesszorok terén ért el átmeneti sikereket (a Transmeta 2009-ben megszűnt).

### Az Intel mikroprocesszorai
- 4004: Az Intel 1971. november 15-én jelentette meg első 4 bites mikroprocesszorát. Ez volt a világon elsőként forgalomba kerülő egycsipes mikroprocesszor. Eredetileg ugyan számológépekhez tervezték, de a 4004-es más alkalmazásokban is megjelent, átvéve az egyszerű logikai csipek helyét.
- 4040: Az Intel 4004 továbbfejlesztése.
- 8008: 1972-ben mutatták be az eredetileg 1201 néven futó processzort, ami a Computer Terminal Corporation megbízásából készült, a Datapoint 2200 nevű programozható terminálhoz. Ez volt az első 8 bites CPU, ami 3300 tranzisztort tartalmazott, melyeknek 0,5–0,8 MHz között volt a működési frekvenciájuk.
- 8080: 1974-ben megjelent 8 bites mikroprocesszor. Sokszor úgy emlegetik, mint az első igazán használható mikroprocesszor. Órajele 2 MHz.
- 8085: 1977 közepén jelent meg a 8085. Az elnevezésben az 5 arra utal, hogy a 8080 által igényelt +12V helyett már csak +5V-ra volt szükség.
- 8086: 1978-ban megjelent 16 bites mikroprocesszora az x86 architektúra első példánya. 20 bites címbusza volt, 1 MB memória megcímezéséhez. 4,77–10 MHz közötti órajeleken működött.
- 8088: Ez volt az eredeti IBM PC mikroprocesszora, 4,77 MHz órajellel.
- 80186: 1982. Mikrokontroller, a 8086 beágyazott rendszerekbe szánt utódja.
- Intel iAPX 432
- 80286
- 80386
- 80486
- Pentium I
- Pentium Overdrive
- Pentium Pro
- Pentium II
- Pentium II Overdrive
- Celeron
- Pentium III
- Pentium 4
- Pentium M
- Celeron M
- Intel Core
- Intel Pentium Dual-Core
- Itanium
- Xeon
- Pentium D
- Intel Core 2
- Intel Atom
- XScale (StrongARM): Az Intel ARM architektúrájú processzora.
- Intel Core i3
- Intel Core i5
- Intel Core i7
- Intel Core M
- Intel Core i9

### Az Intel kiterjesztései
- IA-32
- IA-64
- IA-32e

## Lásd még
- Linpus Moblin
- MeeGo